# 津島村 (福島県)
津島村（つしまむら）は、昭和31年（1956年）まで福島県双葉郡に存在していた村。現在の双葉郡浪江町西部にあたる。

## 地理
- 山：日山 (1057m)、高太石山 (864m)、白馬石山 (821m)、中ノ森山 (803m)、大ノ姿山 (722m)、熊ノ森山 (565m)

## 沿革
- 明治22年（1889年）4月1日 - 町村制施行にともない、津島村・下津島村・南津島村・赤宇木村・羽附村・昼曽根村の計6か村が合併して新制の標葉郡津島村が発足[1]。葛尾村と組合村を形成。
- 明治29年（1896年）4月1日 - 標葉郡と楢葉郡が合併して双葉郡が発足。双葉郡津島村となる。
- 大正12年（1923年）3月 - 葛尾村との組合村を解消。
- 昭和31年（1956年）5月1日 - 浪江町・大堀村・苅野村と合併し、新制の浪江町となる。

## 行政

### 歴代村長
津島・葛尾組合村長
| 代 | 氏名     | 就任                      | 退任                  | 備考 |
| -- | -------- | ------------------------- | --------------------- | ---- |
| 1  | 今野美寿 | 明治22年（1889年）8月25日 | 大正12年（1923年）3月 |      |

津島村長
| 代 | 氏名       | 就任                     | 退任                      | 備考             |
| -- | ---------- | ------------------------ | ------------------------- | ---------------- |
| 1  | 今野美寿   | 大正12年（1923年）3月    | 昭和4年（1929年）5月17日  | 組合村長より留任 |
| 2  | 今野馬治郎 | 昭和4年（1929年）6月1日  | 昭和21年（1946年）6月1日  |                  |
| 3  | 今野昇     | 昭和21年（1946年）7月5日 | 昭和21年（1946年）12月6日 |                  |
| 4  | 石井登     | 昭和22年（1947年）4月7日 | 昭和31年（1956年）4月30日 |                  |

## 教育
- 津島村立津島小学校
- 津島村立津島第二小学校
  - 津島村立津島第二小学校昼曽根分校
- 津島村立津島中学校
- 福島県立小高農業高等学校津葛分校

## 出身著名人
- 氏家清（衆議院議員）